# Хлебное вино
Хлебное вино — разновидность самогона, русский национальный алкогольный напиток, дистиллят, приготовляемый «из бражки или перебродившего с дрожжами хлебного сусла, получаемого, подобно пивному суслу и квасу, при посредстве солода и хлебной муки». Известен на Руси как минимум с XV  века. Согласно Далю, простое хлебное вино перегонялось в кубе из заквашенного хлебного затора и  называлось «водка», «горячее вино», «зелено вино», «горелка», «ординарная», «винище», «полугар», «сивуха», «кабачное», «запойное», а лучшее — «пенник». Отличие современной водки от хлебного вина заключается в том, что для изготовления водки используют этиловый спирт, который смешивают с водой. Хлебное вино изготавливали непосредственно из спиртосодержащей массы (браги), получавшейся в результате брожения осахаренных зерновых; хлебное вино - это разновидность дистиллята, по сути сходного с изготовленным в домашних условиях хлебным самогоном из зерна ржи, овса, ячменя, пшеницы.

## История русского винокурения
До недавних пор первым достоверным упоминанием об употреблении на Руси алкогольных дистиллятов считался «Трактат о двух Сарматиях» (1517 г.) польского историка Матвея Меховского: «Они часто употребляют горячительные пряности или перегоняют их в водку, например, мед и другое. Так, из овса они делают жгучую жидкость или водку и пьют, чтобы спастись от озноба и холода» (лат. «Saepenumero autem utuntur calefacientibus aromatibus, saepe et sublimatis de aromatibus de melle vel alio calefactorio, ita ut et de avena aquam ardentem sive sublimatum faciant et bibant ad effugandum et repellendum algorem et frigus, aliter ex frigore congelarent».).
Однако, в процессе изучения источников при написании «Книги-справочника по истории русского винокурения» Б. В. Родионов обнаружил упоминание горячего вина в «Наказной грамоте», известной также, как Устав преподобного Иосифа Волоцкого, написанной им в конце XV — начале XVI веков, в диапазоне между 1479 и 1515 гг.
В научном смысле в такой ситуации можно заявить о том, что винокурение в России возникло не позднее 1515 года, первое упоминание «горячее вино» — в послании Иосифа Волоцкого, написанное между 1479 и 1515 годами, которое он составил для монахов монастыря.

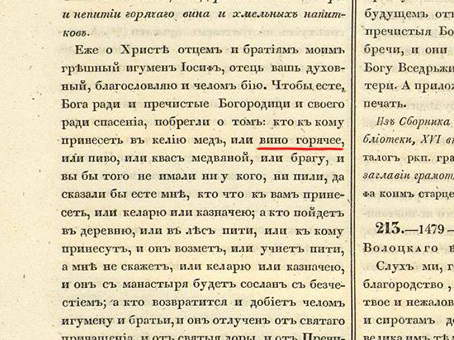
Наказная грамота святого Иосифа Волоцкого с первым упоминанием хлебного вина

## Как выглядел процесс винокурения в России в XVII—XIX вв.
В общих чертах классическое русское винокурение конца XVII — середины XIX века выглядело следующим образом:

…Винокурни производили питьевую спиртосодержащую жидкость методом дистилляции продуктов брожения пищевого сырья. Называли эту жидкость «горячим вином», или просто «вином». <…> Горячее вино, полученное из злаковых культур, то есть из «хлеба», именовалось «хлебным вином». Основным сырьём служила рожь с добавлением, как правило, других злаков. Солод использовался ячменный или ржаной, реже — пшеничный. <…>
Бражка перегонялась в простых перегонных кубах, к тому времени в основном медных. Перегонка производилась минимум дважды: вначале без отделения головной и хвостовой частей, то есть без разделения на фракции. Основная задача первой перегонки — выделить из бражки весь содержащийся в ней спирт. Вместе со спиртом выделялось также большое количество воды (флегмы) и побочных продуктов <…>. В результате этой операции получалась так называемая рака. При следующей перегонке (двоении раки) производилось тщательное отделение «голов» (по тогдашней русской терминологии «скачок» или «отскок») и «хвостов» («отгон»). Итог — собственно хлебное вино, именуемое «простым». Простое вино было одновременно и продуктом, готовым к употреблению (после нормализации его по «доброте», то есть по крепости), и сырьём для выработки спирта, а также «тонких» напитков. Спирт, под которым подразумевался дистиллят с содержанием алкоголя свыше 50%, вырабатывался последующей перегонкой вина в тех же перегонных кубах. А вот изготовление «тонких» напитков на основе хлебного вина, по большей части ароматизированных, уже не являлось предметом винокурения и производилось на другом оборудовании — в малых «водочных» перегонных кубиках, чаще всего даже за пределами винокурни.

## Описание русской винокурни 1697 г

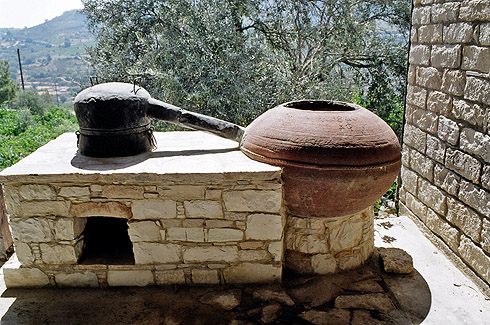
Практически все перегонные кубы XV—XVIII вв. во всех странах были устроены одинаково. Простая каменная печь, в которую встроен куб со шлемом и труба, ведущая к ёмкости с водой.

Древнейшим описанием устройства русского винокурения в 1697 году мы обязаны Гордону. Он говорит о нём в третьем томе своего дневника, на страницах 103—104. Дневник был издан Поссельтом в 1849—1852 годах. Во время своего путешествия к Азову Гордон предпринял осмотр завода в городе Ольшанке на Дону, и говорит о нём следующее:
«3-го мая 1697 г. я увидал здесь место где перегоняют вино. Помещение состояло из дома, в котором находились печь и котел для кипячения воды. На той же стороне был большой заторный чан; на другой стороне две большие печи, внизу отделенные одна от другой, а наверху соединенные. На той стороне, которая прямо приходилась к наружной стене, были в каждой печи вмазаны два котла, всего четыре. В заторный чан, вмещающий в себя 4-5 бочек (Oxhoft), кладут 9 квартов или четвериков ржаной муки. Если же к этому подмешать солоду, то лучше. — Затем нагревают воду в большом котле до кипения, и обливают ею ржаную муку, затирая её, как пиво. Массу оставляют стоять целые сутки, после чего прибавляют дрожжей и опять оставляют её стоять сутки для брожения. По истечении этого времени, наполняют бродящей жидкостью маленькие котлы, снабженные крышкою, на которой примазаны хлебным тестом в кружок довольно длинные, плотно закрытые трубки. Перегонку продолжают до тех пор, пока масса в котлах не пригорит, или пока не станет переходить только водянистая жидкость, которую называют раком. Перегнанную жидкость собирают в нарочно подставленных сосудах и переливают в бочку. Перегонять его лучше без хлеба и солода (этим вероятно они хотят сказать что: полезнее перегонять затор без осадка, собирающегося на дне и состоящего из хлебных частиц и солода). Жидкость, полученную при первой перегонке, перегоняют вторично; от чего получается более крепкое вино. Из одной бочки муки (одной четверти) получается 6 ведер вина; выкурка однако же значительнее, если при затирании к ржаной муке прибавлять солоду».

## Вино полугарное (полугар)

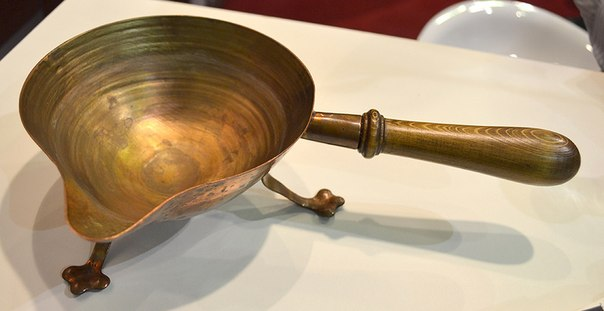
Медная отжигательница

Для проверки крепости («доброты») простого хлебного вина использовался метод «отжига», законодательно закрепленный в 1698 году: «…В той бочке, взяв стопку небольшую жестяную, каковы образцы посланы с метками которыя значат части, на сколько доль та стопка разделена, и наполня тем вином, вылить в малой железной или медной ковшик, и подогреть вино, зажечь и дать гореть пока угаснет и больше гореть нестанет, и остатки от того жженаго вина вылить опять в туж стопку, и смотреть по меткам половина ль угорела, или больше или меньше из всей стопки сколько доль убыло…». И если «учнет у горенья оставаться воды многим больше половины», то такое вино «по дорогим уставным ценам взять нельзя». Тем же указом предписывалось определять качество хлебного вина, чтобы оно «дымом и пригаром не отзывалось».
«Метод отжига просуществовал в России бессменно до 1811 года. <…> От него произошли стандарты крепости для хлебного вина — полугарный, оставлявшего после окончания горения половину своего объема, и трёхпробный, или трёхпузырьковый, оставлявшего одну треть объема». Чеканное определение полугарного вина или просто полугара было дано в «Условиях для содержания питейных сборов» (1830): «Вино полугарное должно быть узаконенной доброты, которая определяется таким образом, чтобы влитая в казенную заклейменную отжигательницу проба онаго, при отжиге, выгорела в половину».

## Качество хлебного вина
Хлебное вино не подвергалось выдержке в бочках, поэтому оно должно было особенно тщательно очищаться, чтобы в конечном продукте оставалось как можно меньше посторонних примесей. Традиционно это достигалось следующими путями: многократной перегонкой спирта с отсечением головных и хвостовых фракций, а также различными дополнительными обработками. Фильтрация через слой специально приготовленного угля – основной способ очистки, придающий хлебному вину особенный вкус и запах. Уголь, будучи хорошим сорбентом, задерживает значительную часть растворённых примесей, особенно это касается высших спиртов (сивушное масло). А химические реакции спирта с поверхностью угля приводят к выработке альдегидов и эфиров, придающих продукту особый вкус и запах. Для дополнительной очистки продукта иногда используют молоко, подсолнечное масло, яичный белок и глину. Некоторые используют также марганцовку и другие реактивы. Для безопасности здоровья после химической обработки рекомендуется перегнать продукт ещё раз.

## Стандартные крепости хлебного вина
Уже к 1839—1843 годам в России продавались несколько сортов хлебного «вина»:
| Название             | Крепость по Гессу | Процент алкоголя |
| -------------------- | ----------------- | ---------------- |
| Полугар              | 0                 | 38               |
| Пенное вино          | 20                | 44,25            |
| Трёхпробное вино     | 33⅓               | 47,4             |
| Четырёхпробный спирт | 50                | 56               |
| Двойной спирт        | 100               | 74,7             |